# Hendersonville (Karolina Północna)
Hendersonville – miasto w Stanach Zjednoczonych, w stanie Karolina Północna, siedziba administracyjna hrabstwa Henderson.